# Chisum
Chisum es una película western estadounidense dirigida por el cineasta Andrew V. McLaglen en el año 1970 y protagonizado por los actores John Wayne, Forrest Tucker, Ben Johnson y Geoffrey Deuel.
Aunque la película es históricamente inexacta en algunos aspectos, está levemente basada en los eventos y personajes de la Guerra del condado de Lincoln de 1878, en el territorio de Nuevo México, en la cual estuvo envuelto Billy el Niño entre otros.

## Argumento
Al finalizar la guerra civil americana surgen nuevas fortunas, creadas generalmente por hombres duros y emprendedores. En Texas, John Chisum, partiendo de la nada, consigue levantar un gran negocio ganadero. John es conocido como "El Rey del Pecos", ya que monopoliza las aguas de este río, las cuales distribuye entre los granjeros de la comunidad.

## Reparto
- John Wayne como John Simpson Chisum.
- Forrest Tucker como Lawrence Murphy.
- Christopher George como Dan Nodeen.
- Ben Johnson como James Pepper.
- Glenn Corbett como Pat Garrett.
- Bruce Cabot como el sheriff William J. Brady
- Andrew Prine como Alex McSween.
- Patric Knowles como John Tunstall.
- Richard Jaeckel como Jess Evans.
- Lynda Day George como Sue McSween.
- Geoffrey Deuel como Billy el Niño.
- Pamela McMyler como Sallie Chisum.
- John Agar como Amos Patton.
- Lloyd Battista como Neemo.
- Robert Donner como Bradley Morton.

## Recepción
La película tuvo un presupuesto de 4 millones de dólares, y consiguió recaudar 6 millones de dólares.